# Minipil
De minipil is een hormonaal voorbehoedsmiddel. Het is een zogenoemde doorlopende pil die alleen maar progestageen bevat en daardoor minder bijwerkingen kent. Daartegenover staat dat ze iets minder betrouwbaar is dan de gewone anticonceptiepil. In tegenstelling tot de meeste pillen moet een doorlopende pil elke dag worden ingenomen.
Het hormoon in de minipil zorgt voor remming van de eisprong. Ook verandert het het slijm in de baarmoederhals, waardoor zaadcellen minder goed kunnen penetreren. 
Er zijn op basis van synthetische vormen van progestageen zoals desogestrel en levonorgestrel verschillende merken minipil verkrijgbaar.